# Arturo Escuder
Arturo Juan Escuder Croft (Santa Cruz de Tenerife, 26 de septiembre de 1932 - Bruselas, 8 de octubre de 1992) fue un abogado, economista, político y empresario español.

## Biografía
Se licenció en Derecho y posteriormente en economía en la Universidad de Deusto. Ejerció como abogado pero se dedicó más al ramo empresarial, logrando cargos como el de consejero del FORPPA, vicepresidente de la Junta del Puerto de Tenerife y presidente de la Cámara de Comercio, Industria y Navegación de Santa Cruz de Tenerife de 1979 a 1987.
También fue fundador de Asinte y de la Asociación de Industriales de Canarias (Asinca), expresidente de la Confederación Europea de Bebidas Refrescantes, presidente del consejo de administración de Galletas Himalaya, SA de Tenerife, y estuvo vinculado a Embotelladora Madrileña, SA.
Miembro de Alianza Popular, fue elegido diputado por Santa Cruz de Tenerife en las elecciones generales de 1982. De 1982 a 1986 fue vocal de la Comisión de Economía, Comercio y Hacienda del Congreso. También formó parte de la Asamblea de Parlamentarios Canarios Preautonómicos y del Cabildo Insular de Tenerife.
Después fue elegido diputado en las elecciones al Parlamento Europeo de 1987 y 1989. De 1986 a 1989 fue miembro de la delegación para las relaciones con los países de Sudamérica del Parlamento Europeo. En 1991 sufrió un duro golpe al morir en un accidente de automóvil su hijo José Rafael Escuder Martín, campeón mundial de vela clase vaurien.
Murió de un ataque al corazón cuando iba a una sesión del Parlamento Europeo.En su honor, desde 1994 la Cámara de Comercio de Tenerife otorga el Premio Arturo Escuder Croft.
- Datos: Q11906786